# Bella Camero
Pour les articles homonymes, voir Camero.
Isabella Camero Serra, mieux connue sous le nom de Bella Camero, est une actrice de cinéma, de séries télévisées et de théâtre brésilienne née à Rio de Janeiro en 1992.

## Filmographie
- 2008 : O vampiro do meio-dia (court métrage)
- 2009-2010 : Ger@l.com (pt) (série télévisée) : Jô (5 épisodes)
- 2011 : Malhação (série télévisée) : Isabela Duarte
- 2012 : Louco por Elas (pt) (série télévisée) : Luzia
- 2013 : A Grande Família (pt) (série télévisée) : Bebel jeune
- 2013 : Des filles dans le vent (Confissões de Adolescente) : Bianca
- 2014 : Boa Sorte
- 2015 : Partiu (court métrage)
- 2015 : Zorra (série télévisée)
- 2015 : Punhal : Prana
- 2015 : D.e.u.s (court métrage) : Sara
- 2015-2016 : Magnífica 70 (pt) (série télévisée) : Ângela Souto (19 épisodes)
- 2017 : Adeus À Carne (court métrage) : Carol
- 2018 : Música Para Cortar os Pulsos : Maia
- 2018 : Marighella : Bella
- 2018 : Desnude (pt) (série télévisée) : Amanda
- 2024 : Bom Dia, Verônica (série télévisée) : Laís Camargo